# Mistrovství světa v ledním hokeji do 18 let 2012
Mistrovství světa v ledním hokeji do 18 let 2012 se konalo od 12. do 22. dubna v moravských městech Brno a Znojmo. Byla to však změna proti původnímu rozhodnutí, kdy juniorský šampionát mělo pořádat Švýcarsko. To se kandidatury později vzdalo z důvodu nedokončené haly a při novém hlasování vyhrála Česká republika.
Vzhledem k postupu klubu Kometa Brno do finále hokejové extraligy převzala od Brna část pořadatelských povinností Břeclav.

## Hrací formát turnaje
Hrací formát byl stejný jako v minulých letech. Ve dvou základních skupinách hrálo vždy pět týmů každý s každým. Vítězství se počítalo za tři body, v případě nerozhodného výsledku si oba týmy připsaly bod a následovalo 5 min. prodloužení a v případě nerozhodného výsledku samostatné nájezdy. Tato kritéria rozhodovala o držiteli bonusového bodu.
Vítězové základních skupin postoupili přímo do semifinále, druhý a třetí tým ze skupiny hrál čtvrtfinálový zápas. Čtvrté a páté týmy z obou skupin se utkaly ve skupině o udržení, do které se započítávaly vzájemné zápasy ze základních skupin a nejhorší tým sestoupil. V zápase o páté a třetí místo se střetli poražení z play-off.
V play-off se v případě nerozhodného výsledku prodlužoval zápas o deset minut a v případě nerozhodného výsledku následovala trestná střílení.
V nižších divizích I. a II. byly týmy rozděleny nově podle výkonnosti do skupin A a B. Vítěz A skupiny I. divize postoupil mezi elitu, poslední šel do B skupiny, nahradil jej její vítěz. Nejhorší tým B skupiny I. divize sestoupil do A skupiny II. divize, jejíž vítěz šel do B skupiny I. divize, poslední sestoupil do B skupiny. V B skupině II. divize šel vítěz do A skupiny a poslední sestoupil do III. divize, jejíž vítěz jej nahradil.

## Základní skupiny
|  | Týmy postupující přímo do semifinále |
|  | Týmy postupující do čtvrtfinále      |
|  | Týmy hrající skupinu o udržení       |

### Skupina A
| Tým       | Z | V | VP | PP | P | GV | GI | B  |
| --------- | - | - | -- | -- | - | -- | -- | -- |
| 1. USA    | 4 | 4 | 0  | 0  | 0 | 18 | 3  | 12 |
| 2. Finsko | 4 | 3 | 0  | 0  | 1 | 15 | 9  | 9  |
| 3. Kanada | 4 | 2 | 0  | 0  | 2 | 17 | 12 | 6  |
| 4. Česko  | 4 | 1 | 0  | 0  | 3 | 12 | 21 | 3  |
| 5. Dánsko | 4 | 0 | 0  | 0  | 4 | 6  | 23 | 0  |

| 12. dubna 2012 16:00 | Dánsko | 1 – 6 (1:3, 0:2, 0:1) | Kanada | Kajot Arena, Brno Návštěvnost: 1236 |  |

| Report                      |                             |                             | |  |
| Matthias Hansen             | Matthias Hansen             | Brankáři                    | Matt Murray |  |
| O. Bjorkstrand (PP) – 11:57 | O. Bjorkstrand (PP) – 11:57 | 0–1 1–1 1–2 1–3 1–4 1–5 1–6 | 00:55 – S. Laughton 13:52 – G. Smith 17:27 – M. Winther 33:22 – A. Mantha (PP) 38:32– K. Rychel (PP) 40:55 – M. Dumba |  |
| 20 min                      | 20 min                      | Tresty                      | 16 min |  |
| 16                          | 16                          | Střely                      | 48 |  |

| 12. dubna 2012 20:00 | Finsko | 0 – 4 (0:0, 0:0, 0:4) | USA | Kajot Arena, Brno Návštěvnost: 1509 |  |

| Report           |                  |                 |                                                                                   |  |
| Joonas Korpisalo | Joonas Korpisalo | Brankáři        | Collin Olson                                                                      |  |
|                  |                  | 0–1 0–2 0–3 0–4 | 40:54 – N. Kerdiles (PP) 43:04 – M. Lane 44:24 – Q. Shore 48:35 – C. Carrick (PP) |  |
| 43 min           | 43 min           | Tresty          | 14 min                                                                            |  |
| 21               | 21               | Střely          | 37                                                                                |  |

| 13. dubna 2012 15:00 | Česko | 8 – 4 (1:1, 6:2, 1:1) | Dánsko | Hostan Arena, Znojmo Návštěvnost: 1694 |  |

| Report | |                                                 |                                                                                        |  |
| Marek Langhammer | Marek Langhammer | Brankáři                                        | George Sorensen Matthias Hansen                                                        |  |
| D. Volek (PP) — 05:37 E. Soumelidis (PP) — 22:51 M. Procházka — 24:36 J. Stencel — 26:02 J. Vrána — 26:20 D. Simon — 31:46 O. Slováček (PP) — 35:29 J. Vrána — 55:56 | D. Volek (PP) — 05:37 E. Soumelidis (PP) — 22:51 M. Procházka — 24:36 J. Stencel — 26:02 J. Vrána — 26:20 D. Simon — 31:46 O. Slováček (PP) — 35:29 J. Vrána — 55:56 | 1–0 1–1 2–1 3–1 4–1 5–1 5–2 5–3 6–3 7–3 7–4 8–4 | 13:03 — O. Bjorkstrand 28:05 — O. Bjorkstrand 31:18 — K. Lauridsen 52:48 — M. Illemann |  |
| 8 min | 8 min | Tresty                                          | 14 min                                                                                 |  |
| 47 | 47 | Střely                                          | 28                                                                                     |  |

| 14. dubna 2012 13:00 | USA | 5 – 0 (1:0, 3:0, 1:0) | Česko | Alcaplast Arena, Břeclav Návštěvnost: 1857 |  |

| Report                                                                                               | |                     |                                 |  |
| Colin Olson                                                                                          | Colin Olson                                                                                          | Brankáři            | Marek Langhammer Patrik Polívka |  |
| N. Kerdiles – 13:16 J. Trouba (PP) – 29:18 S. Jones (PP) – 32:33 Q. Shore – 38:31 R. Hartman – 49:58 | N. Kerdiles – 13:16 J. Trouba (PP) – 29:18 S. Jones (PP) – 32:33 Q. Shore – 38:31 R. Hartman – 49:58 | 1–0 2–0 3–0 4–0 5–0 |                                 |  |
| 2 min                                                                                                | 2 min                                                                                                | Tresty              | 31 min                          |  |
| 37                                                                                                   | 37                                                                                                   | Střely              | 17                              |  |

| 14. dubna 2012 18:00 | Kanada | 2 – 4 (1:0, 1:3, 0:1) | Finsko | Alcaplast Arena, Břeclav Návštěvnost: 825 |  |

| Report                             |                                    |                         |                                                                                  |  |
| Matt Murray                        | Matt Murray                        | Brankáři                | Joonas Korpisalo                                                                 |  |
| M. Dumba – 19:59 K. Rychel – 25:34 | M. Dumba – 19:59 K. Rychel – 25:34 | 1–0 1–1 2–1 2–2 2–3 2–4 | 25:07 — A. Makinen 32:48 — B. Pokka 39:04 — A. Lehkonen (PP2) 58:24 — R. Kulmala |  |
| 28 min                             | 28 min                             | Tresty                  | 4 min                                                                            |  |
| 26                                 | 26                                 | Střely                  | 39                                                                               |  |

| 15. dubna 2012 18:00 | Dánsko | 0 – 4 (0:1, 0:2, 0:1) | USA | Kajot Arena, Brno Návštěvnost: 435 |  |

| Report          |                 |                 |                                                                           |  |
| George Sörensen | George Sörensen | Brankáři        | Jared Rutledge                                                            |  |
|                 |                 | 0–1 0–2 0–3 0–4 | 01:53 – M. Lane 20:45 – S. Jones (PP) 26:07 – F. Vatrano 54:28 – Q. Shore |  |
| 8 min           | 8 min           | Tresty          | 14 min                                                                    |  |
| 17              | 17              | Střely          | 57                                                                        |  |

| 16. dubna 2012 16:00 | Kanada | 6 – 2 (4:1, 0:1, 2:0) | Česko | Kajot Arena, Brno Návštěvnost: 2093 |  |

| Report | |                                 |                                   |  |
| Matt Murray | Matt Murray | Brankáři                        | Patrik Polívka                    |  |
| B. Gaunce – 09:26 B. Gaunce – 12:41 S. Laughton – 13:26 S. Reinhart (PP) – 16:23 M. Dumba (PP) – 44:47 K. Rychel – 50:36 | B. Gaunce – 09:26 B. Gaunce – 12:41 S. Laughton – 13:26 S. Reinhart (PP) – 16:23 M. Dumba (PP) – 44:47 K. Rychel – 50:36 | 1–0 1–1 2–1 3–1 4–1 4–2 5–2 6–2 | 12:12– J. Houfek 25:46 – D. Volek |  |
| 10 min | 10 min | Tresty                          | 10 min                            |  |
| 41 | 41 | Střely                          | 25                                |  |

| 16. dubna 2012 20:00 | Finsko | 5 – 1 (1:0, 2:1, 2:0) | Dánsko | Kajot Arena, Brno Návštěvnost: 383 |  |

| Report | |                         |                    |  |
| Jean Auren                                                                                                 | Jean Auren                                                                                                 | Brankáři                | George Sorensen    |  |
| S. Markkula – 16:35 A. Lehkonen – 23:13 A. Lehkonen (PP) – 24:44 R. Kulmala (PP) – 47:42 H. Ikonen – 51:26 | S. Markkula – 16:35 A. Lehkonen – 23:13 A. Lehkonen (PP) – 24:44 R. Kulmala (PP) – 47:42 H. Ikonen – 51:26 | 1–0 2–0 3–0 3–1 4–1 5–1 | 33:25 – M. Apserup |  |
| 4 min | 4 min | Tresty                  | 6 min              |  |
| 42 | 42 | Střely                  | 19                 |  |

| 17. dubna 2012 16:00 | Česko | 2 – 6 (0:2, 1:1, 1:3) | Finsko | Kajot Arena, Brno Návštěvnost: 1450 |  |

| Report                              |                                     |                                 | |  |
| Patrik Polívka                      | Patrik Polívka                      | Brankáři                        | Joonas Korpisalo |  |
| D. Simon – 28:35 J. Hudeček – 48:29 | D. Simon – 28:35 J. Hudeček – 48:29 | 0–1 0–2 0–3 1–3 1–4 2–4 2–5 2–6 | 05:54 – M. Vainonen 10:25 – R. Kulmala 25:31 – A. Mustonen 40:52 – R. Kulmala 55:39 – S. Markkula 56:23 – A. Barkov (PP) |  |
| 22 min                              | 22 min                              | Tresty                          | 6 min |  |
| 28                                  | 28                                  | Střely                          | 46 |  |

| 17. dubna 2012 20:00 | USA | 5 – 3 (0:0, 2:2, 3:1) | Kanada | Kajot Arena, Brno Návštěvnost: 1920 |  |

| Report | |                                 |                                                                   |  |
| Collin Olson                                                                                                  | Collin Olson                                                                                                  | Brankáři                        | Matt Murray                                                       |  |
| M. Grzelcyk (PP) – 24:50 R. Barber (PP) – 38:50 S. Jones (PP) – 45:10 F. Vatrano – 46:39 M. Lane (EA) – 59:27 | M. Grzelcyk (PP) – 24:50 R. Barber (PP) – 38:50 S. Jones (PP) – 45:10 F. Vatrano – 46:39 M. Lane (EA) – 59:27 | 0–1 1–1 1–2 2–2 3–2 4–2 4–3 5–3 | 22:45 – H. Shinkaruk (PP) 30:00 – M. Dumba (PP) 55:06 – R. Pulock |  |
| 12 min | 12 min | Tresty                          | 22 min                                                            |  |
| 40 | 40 | Střely                          | 29                                                                |  |

### Skupina B
| Tým          | Z | V | VP | PP | P | GV | GI | B  |
| ------------ | - | - | -- | -- | - | -- | -- | -- |
| 1. Švédsko   | 4 | 4 | 0  | 0  | 0 | 20 | 4  | 12 |
| 2. Rusko     | 4 | 2 | 0  | 0  | 2 | 14 | 7  | 6  |
| 3. Německo   | 4 | 2 | 0  | 0  | 2 | 15 | 17 | 6  |
| 4. Lotyšsko  | 4 | 2 | 0  | 0  | 2 | 11 | 15 | 6  |
| 5. Švýcarsko | 4 | 0 | 0  | 0  | 4 | 6  | 23 | 0  |

| 12. dubna 2012 16:00 | Lotyšsko | 1 – 6 (0:2, 0:2, 1:2) | Rusko | Hostan Arena, Znojmo Návštěvnost: 652 |  |

| Report               |                      |                             | |  |
| Elvis Merzļikins     | Elvis Merzļikins     | Brankáři                    | Andrej Vasilevskij |  |
| G. Golovkovs – 52:08 | G. Golovkovs – 52:08 | 0–1 0–2 0–3 0–4 0–5 0–6 1–6 | 07:33 – B. Jakimov 16:30 – A. Khatsej 21:12 – D. Žarkov (PP) 25:21 – N. Zadorov (SH) 41:50 – V. Osnovin 47:44 – A. Slepyšev (PP) |  |
| 24 min               | 24 min               | Tresty                      | 14 min |  |
| 18                   | 18                   | Střely                      | 40 |  |

| 12. dubna 2012 20:00 | Německo | 1 – 8 (1:1, 0:2, 0:5) | Švédsko | Hostan Arena, Znojmo Návštěvnost: 723 |  |

| Report              |                     |                                     | |  |
| Patrick Klein       | Patrick Klein       | Brankáři                            | Oscar Dansk |  |
| D. Shevyrin – 05:48 | D. Shevyrin – 05:48 | 1–0 1–1 1–2 1–3 1–4 1–5 1–6 1–7 1–8 | 14:59 – M. Kalin (PP) 21:18 – A. Wennberg 29:37 – M. Kalin 40:35 – A. Wennberg (PP) 50:03 – S. Collberg (PP) 53:07 – A. Wennberg 57:49 – F. Forsberg (PP) 58:55 – C. Djoos |  |
| 18 min              | 18 min              | Tresty                              | 8 min |  |
| 30                  | 30                  | Střely                              | 42 |  |

| 13. dubna 2012 19:00 | Švýcarsko | 2 – 4 (1:2, 1:2, 0:0) | Lotyšsko | Hostan Arena, Znojmo Návštěvnost: 147 |  |

| Report                                      |                                             |                         |                                                                                    |  |
| Melvin Nyffleler                            | Melvin Nyffleler                            | Brankáři                | Elvis Merzlikins                                                                   |  |
| J. Schmutz – 06:22 L. Balmelli (PP) – 34:31 | J. Schmutz – 06:22 L. Balmelli (PP) – 34:31 | 0–1 1–1 1–2 1–3 2–3 2–4 | 01:56 – N. Jevpalovs 11:49 – M. Lavrovs 28:43 – E. Kulda (PP) 39:18 – G. Golovkovs |  |
| 12 min                                      | 12 min                                      | Tresty                  | 8 min                                                                              |  |
| 44                                          | 44                                          | Střely                  | 22                                                                                 |  |

| 14. dubna 2012 14:00 | Rusko | 2 – 4 (1:2, 1:1, 0:1) | Německo | Hostan Arena, Znojmo Návštěvnost: 231 |  |

| Report                                  |                                         |                         |                                                                                       |  |
| Andrej Vasilevskij                      | Andrej Vasilevskij                      | Brankáři                | Marvin Cupper                                                                         |  |
| V. Nichuškin – 09:13 B. Jakimov – 33:15 | V. Nichuškin – 09:13 B. Jakimov – 33:15 | 1–0 1–1 1–2 1–3 2–3 2–4 | 17:45 – F. Tiffels 19:48 – M. Kurth (PP) 28:31 – M. Kurth (PP) 54:03 – T. Bender (PP) |  |
| 10 min                                  | 10 min                                  | Tresty                  | 4 min                                                                                 |  |
| 42                                      | 42                                      | Střely                  | 29                                                                                    |  |

| 14. dubna 2012 18:00 | Švédsko | 7 – 2 (3:0, 1:1, 3:1) | Švýcarsko | Hostan Arena, Znojmo Návštěvnost: 353 |  |

| Report | |                                     |                                          |  |
| Oscar Dansk | Oscar Dansk | Brankáři                            | Niklas Schlegel                          |  |
| G. Possler – 06:42 M. Kalin – 08:17 F. Forsberg – 14:35 G. Possler – 21:26 S. Collberg – 44:19 F. Sandberg (PP) – 46:04 G. Possler – 59:40 | G. Possler – 06:42 M. Kalin – 08:17 F. Forsberg – 14:35 G. Possler – 21:26 S. Collberg – 44:19 F. Sandberg (PP) – 46:04 G. Possler – 59:40 | 1–0 2–0 3–0 4–0 4–1 5–1 6–1 6–2 8–2 | 34:31 – F. Herzog 50:33 – M. Müller (EA) |  |
| 8 min | 8 min | Tresty                              | 8 min                                    |  |
| 39 | 39 | Střely                              | 20                                       |  |

| 15. dubna 2012 18:00 | Lotyšsko | 1 – 3 (0:0, 0:1, 1:3) | Švédsko | Hostan Arena, Znojmo Návštěvnost: 395 |  |

| Report              |                     |                 |                                                                     |  |
| Ivars Punnenovs     | Ivars Punnenovs     | Brankáři        | Marcus Hogberg                                                      |  |
| R. Kondrats – 42:53 | R. Kondrats – 42:53 | 0–1 1–1 1–2 1–3 | 25:46 – M. Kalin 44:34 – F. Forsberg (PP) 59:25 – E. Lindholm (ENG) |  |
| 29 min              | 29 min              | Tresty          | 8 min                                                               |  |
| 21                  | 21                  | Střely          | 41                                                                  |  |

| 16. dubna 2012 16:00 | Německo | 4 – 5 (1:1, 2:2, 1:2) | Lotyšsko | Hostan Arena, Znojmo Návštěvnost: 230 |  |

| Report                                                                |                                                                       |                                     | |  |
| Marvin Cupper                                                         | Marvin Cupper                                                         | Brankáři                            | Elvis Merzlikins Ivars Punnenovs                                                                            |  |
| D. Kahun – 04:35 S. Ziegler – 25:00 J. Moser – 39:34 M. Kurth – 49:42 | D. Kahun – 04:35 S. Ziegler – 25:00 J. Moser – 39:34 M. Kurth – 49:42 | 1–0 1–1 2–1 2–2 2–3 3–3 3–4 4–4 4–5 | 08:23 – T. Blugers (PP) 31:36 – R. Lipsbergs 38:36 – R. Lipsbergs 40:48 – G. Golovkovs 51:56 – R. Lipsbergs |  |
| 6 min                                                                 | 6 min                                                                 | Tresty                              | 6 min |  |
| 39                                                                    | 39                                                                    | Střely                              | 33 |  |

| 16. dubna 2012 20:00 | Rusko | 6 – 0 (1:0, 2:0, 3:0) | Švýcarsko | Hostan Arena, Znojmo Návštěvnost: 752 |  |

| Report | |                         |                 |  |
| Andrej Vasilevskij | Andrej Vasilevskij | Brankáři                | Melvin Nyffeler |  |
| N. Zadorov – 03:37 A. Slepyšev – 20:13 B. Jakimov – 38:28 A. Delinov – 48:07 D. Žarkov – 51:20 A. Barabanov (PP) – 53:29 | N. Zadorov – 03:37 A. Slepyšev – 20:13 B. Jakimov – 38:28 A. Delinov – 48:07 D. Žarkov – 51:20 A. Barabanov (PP) – 53:29 | 1–0 2–0 3–0 4–0 5–0 6–0 |                 |  |
| 12 min | 12 min | Tresty                  | 10 min          |  |
| 40 | 40 | Střely                  | 24              |  |

| 17. dubna 2012 16:00 | Švédsko | 2 – 0 (2:0, 0:0, 0:0) | Rusko | Hostan Arena, Znojmo Návštěvnost: 1485 |  |

| Report                                       |                                              |          |                    |  |
| Oscar Dansk                                  | Oscar Dansk                                  | Brankáři | Andrej Vasilevskij |  |
| F. Forsberg – 06:05 F. Forsberg (PP) – 08:52 | F. Forsberg – 06:05 F. Forsberg (PP) – 08:52 | 1–0 2–0  |                    |  |
| 20 min                                       | 20 min                                       | Tresty   | 47 min             |  |
| 42                                           | 42                                           | Střely   | 28                 |  |

| 17. dubna 2012 20:00 | Švýcarsko | 2 – 6 (0:4, 0:1, 2:1) | Německo | Hostan Arena, Znojmo Návštěvnost: 342 |  |

| Report                                   |                                          |                                 | |  |
| Melvin Nyffeler Niklas Schlegel          | Melvin Nyffeler Niklas Schlegel          | Brankáři                        | Patrick Klein |  |
| F. Herzog – 53:22 D. Simion (PP) – 59:16 | F. Herzog – 53:22 D. Simion (PP) – 59:16 | 0–1 0–2 0–3 0–4 0–5 0–6 1–6 2–6 | 10:52 – M. Eisenschmid 14:11 – L. Draisaitl 17:56 – L. Draisaitl (PP) 18:37 – B. Zientek 38:23 – S. Ziegler 50:29 – T. Bender (PP) |  |
| 16 min                                   | 16 min                                   | Tresty                          | 14 min |  |
| 39                                       | 39                                       | Střely                          | 30 |  |

## Skupina o udržení
|  | Tým sestupující do skupiny A divize 1 |

| Tým          | Z | V | VP | PP | P | GV | GI | B |
| ------------ | - | - | -- | -- | - | -- | -- | - |
| 7. Švýcarsko | 3 | 2 | 0  | 0  | 1 | 8  | 7  | 6 |
| 8. Česko     | 3 | 2 | 0  | 0  | 1 | 17 | 12 | 6 |
| 9. Lotyšsko  | 3 | 1 | 0  | 1  | 1 | 11 | 13 | 4 |
| 10. Dánsko   | 3 | 0 | 1  | 0  | 2 | 9  | 13 | 2 |

Poznámka: Zápasy  Česko 8 – 4  Dánsko a  Švýcarsko 2 – 4  Lotyšsko se započítávaly ze základní skupiny.
| 19. dubna 2012 15:00 | Česko | 2 – 4 (0:1, 1:1, 1:2) | Švýcarsko | Hostan Arena, Znojmo Návštěvnost: 473 |  |

| Report                                      |                                             |                         |                                                                                           |  |
| Patrik Polívka                              | Patrik Polívka                              | Brankáři                | Melvin Nyffeler                                                                           |  |
| O. Slováček – 26:46 J. Hudeček (PP) – 59:33 | O. Slováček – 26:46 J. Hudeček (PP) – 59:33 | 0–1 0–2 1–2 1–3 1–4 2–4 | 11:05 – F. Schmutz (PP) 21:31 – S. Zangger 40:41 – N. Brandi (PP) 51:42 – F. Schmutz (SH) |  |
| 14 min                                      | 14 min                                      | Tresty                  | 16 min                                                                                    |  |
| 27                                          | 27                                          | Střely                  | 36                                                                                        |  |

| 19. dubna 2012 19:00 | Lotyšsko | 3 – 4 PP (0:1, 2:0, 1:2 - 0:1) | Dánsko | Hostan Arena, Znojmo Návštěvnost: 202 |  |

| Report                                                                   |                                                                          |                             |                                                                                            |  |
| Ivars Punnenovs                                                          | Ivars Punnenovs                                                          | Brankáři                    | George Sorensen                                                                            |  |
| T. Blugers (PP) – 21:55 E. Kulda (PP) – 34:30 E. Augstkalns (PP) – 44:15 | T. Blugers (PP) – 21:55 E. Kulda (PP) – 34:30 E. Augstkalns (PP) – 44:15 | 0–1 1–1 2–1 3–1 3–2 3–3 3–4 | 17:47 – B. Uldall (PP) 44:24 – K. Lauridsen 59:36 – K. Lauridsen (EA) 64:04 – K. Lauridsen |  |
| 14 min                                                                   | 14 min                                                                   | Tresty                      | 10 min                                                                                     |  |
| 28                                                                       | 28                                                                       | Střely                      | 28                                                                                         |  |

| 20. dubna 2012 15:00 | Česko | 7 – 4 (2:1, 4:1, 1:2) | Lotyšsko | Hostan Arena, Znojmo Návštěvnost: 847 |  |

| Report | |                                             |                                                                                            |  |
| Patrik Polívka | Patrik Polívka | Brankáři                                    | Elvis Merzlikins                                                                           |  |
| M. Zadražil (SH) – 09:11 M. Procházka – 10:23 J. Vrána – 22:35 V. Tomeček – 24:22 J. Vrána – 31:03 D. Simon – 32:59 D. Simon (PP) – 58:52 | M. Zadražil (SH) – 09:11 M. Procházka – 10:23 J. Vrána – 22:35 V. Tomeček – 24:22 J. Vrána – 31:03 D. Simon – 32:59 D. Simon (PP) – 58:52 | 1–0 1–1 2–1 3–1 4–1 4–2 5–2 6–2 6–3 6–4 7–4 | 09:55 – R. Kalvitis (PP) 25:42 – N. Jelisejevs 42:04 – R. Lipsbergs (PP2) 47:15 – E. Kulda |  |
| 10 min | 10 min | Tresty                                      | 20 min                                                                                     |  |
| 35 | 35 | Střely                                      | 29                                                                                         |  |

| 20. dubna 2012 19:00 | Švýcarsko | 2 – 1 (1:0, 1:0, 0:1) | Dánsko | Hostan Arena, Znojmo Návštěvnost: 351 |  |

| Report                                   |                                          |             |                        |  |
| Melvin Nyffeler                          | Melvin Nyffeler                          | Brankáři    | George Sorensen        |  |
| D. Kummer – 12:43 X. Busser (PP) – 23:45 | D. Kummer – 12:43 X. Busser (PP) – 23:45 | 1–0 2–0 2–1 | 59:23 – O. Björkstrand |  |
| 131 min                                  | 131 min                                  | Tresty      | 141 min                |  |
| 37                                       | 37                                       | Střely      | 23                     |  |

## Play off

### Čtvrtfinále
| 19. dubna 2012 15:00 | Finsko | 8 – 0 (2:0, 4:0, 2:0) | Německo | Alcaplast Arena, Břeclav Návštěvnost: 353 |  |

| Report | |                                 |                             |  |
| Joonas Korpisalo | Joonas Korpisalo | Brankáři                        | Patrick Klein Marvin Cupper |  |
| A. Mustonen – 03:26 T. Teräväinen – 10:28 H. Ikonen – 24:58 H. Haapala (PP) – 30:43 J. Antonen – 34:53 A. Lehkonen – 39:18 T. Teräväinen – 40:24 H. Haapala – 55:04 | A. Mustonen – 03:26 T. Teräväinen – 10:28 H. Ikonen – 24:58 H. Haapala (PP) – 30:43 J. Antonen – 34:53 A. Lehkonen – 39:18 T. Teräväinen – 40:24 H. Haapala – 55:04 | 1–0 2–0 3–0 4–0 5–0 6–0 7–0 8–0 |                             |  |
| 2 min | 2 min | Tresty                          | 6 min                       |  |
| 36 | 36 | Střely                          | 18                          |  |

| 19. dubna 2012 19:00 | Rusko | 2 – 4 (0:2, 1:1, 1:1) | Kanada | Alcaplast Arena, Břeclav Návštěvnost: 525 |  |

| Report                                  |                                         |                         |                                                                        |  |
| Andrej Vasilevskij                      | Andrej Vasilevskij                      | Brankáři                | Matt Murray                                                            |  |
| A. Filippov – 23:36 A. Slepyšev – 55:54 | A. Filippov – 23:36 A. Slepyšev – 55:54 | 0–1 0–2 1–2 1–3 1–4 2–4 | 09:05 – M. Dumba 17:07 – K. Rychel 37:03 – K. Rychel 51:50 – F. Girard |  |
| 6 min                                   | 6 min                                   | Tresty                  | 18 min                                                                 |  |
| 30                                      | 30                                      | Střely                  | 28                                                                     |  |

### Semifinále
| 20. dubna 2012 15:00 | Švédsko | 7 – 3 (1:1, 2:2, 4:0) | Finsko | Kajot Arena, Brno Návštěvnost: 520 |  |

| Report | |                                         |                                                                          |  |
| Oscar Dansk | Oscar Dansk | Brankáři                                | Joonas Korpisalo Jean Auren                                              |  |
| J. de la Rose – 16:41 G. Possler – 21:12 E. Karlsson – 26:52 J. Pettersson – 45:46 F. Forsberg (PP2) – 52:33 S. Collberg – 57:18 S. Collberg (PP) – 59:13 | J. de la Rose – 16:41 G. Possler – 21:12 E. Karlsson – 26:52 J. Pettersson – 45:46 F. Forsberg (PP2) – 52:33 S. Collberg – 57:18 S. Collberg (PP) – 59:13 | 0–1 1–1 2–1 3–1 3–2 3–3 4–3 5–3 6–3 7–3 | 03:18 – A. Lehkonen (PP) 29:50 – A. Lehkonen 31:50 – R. Ristolainen (PP) |  |
| 18 min | 18 min | Tresty                                  | 14 min                                                                   |  |
| 41 | 41 | Střely                                  | 44                                                                       |  |

| 20. dubna 2012 19:00 | USA | 2 – 1 (1:1, 0:0, 1:0) | Kanada | Kajot Arena, Brno Návštěvnost: 640 |  |

| Report                                    |                                           |             |                  |  |
| Collin Olson                              | Collin Olson                              | Brankáři    | Matt Murray      |  |
| J.T. Compher – 10:36 K. Osterberg – 46:26 | J.T. Compher – 10:36 K. Osterberg – 46:26 | 1–0 1–1 2–1 | 15:23 – G. Smith |  |
| 6 min                                     | 6 min                                     | Tresty      | 10 min           |  |
| 27                                        | 27                                        | Střely      | 22               |  |

### O 5. místo
| 21. dubna 2012 14:00 | Rusko | 4 – 1 (0:1, 2:0, 2:0) | Německo | Kajot Arena, Brno Návštěvnost: 310 |  |

| Report                                                                        |                                                                               |                     |                         |  |
| Ivan Nalimov                                                                  | Ivan Nalimov                                                                  | Brankáři            | Marvin Cupper           |  |
| A. Chatsej – 24:15 A. Chatsej – 36:20 V. Nichuškin – 47:50 A. Mironov – 48:03 | A. Chatsej – 24:15 A. Chatsej – 36:20 V. Nichuškin – 47:50 A. Mironov – 48:03 | 0–1 1–1 2–1 3–1 4–1 | 15:49 – F. Tiffels (SH) |  |
| 8 min                                                                         | 8 min                                                                         | Tresty              | 33 min                  |  |
| 36                                                                            | 36                                                                            | Střely              | 23                      |  |

### O 3. místo
| 22. dubna 2012 12:00 | Finsko | 4 – 5 PP (0:2, 3:2, 1:0) | Kanada | Kajot Arena, Brno Návštěvnost: 1150 |  |

| Report                                                                                          |                                                                                                 |                                     | |  |
| Joonas Korpisalo                                                                                | Joonas Korpisalo                                                                                | Brankáři                            | Matt Murray |  |
| H. Haapala – 20:47 A. Lehkonen (PP) – 31:23 H. Haapala (PP) – 39:15 R. Ristolainen (PP) – 49:30 | H. Haapala – 20:47 A. Lehkonen (PP) – 31:23 H. Haapala (PP) – 39:15 R. Ristolainen (PP) – 49:30 | 0–1 0–2 1–2 1–3 1–4 2–4 3–4 4–4 4–5 | 10:30 – H. Shinkaruk (PP) 15:21 – S. Reinhart (PP) 24:00 – H. Shinkaruk 30:34 – B. Gaunce (SH) 62:05 – H. Shinkaruk |  |
| 4 min                                                                                           | 4 min                                                                                           | Tresty                              | 33 min |  |
| 33                                                                                              | 33                                                                                              | Střely                              | 38 |  |

### Finále
| 22. dubna 2012 16:00 | Švédsko | 0 – 7 (0:1, 0:3, 0:3) | USA | Kajot Arena, Brno Návštěvnost: 2145 |  |

| Report                     |                            |                             | |  |
| Oscar Dansk Marcus Hogberg | Oscar Dansk Marcus Hogberg | Brankáři                    | Collin Olson |  |
|                            |                            | 0–1 0–2 0–3 0–4 0–5 0–6 0–7 | 18:45 – T. Dipauli 28:26 – D. O'Regan 32:47 – J.T. Compher 37:48 – N. Kerdiles 40:18 – R. Hartman 47:53 – C. Carrick 59:44 – N. Kerdiles |  |
| 2 min                      | 2 min                      | Tresty                      | 8 min |  |
| 27                         | 27                         | Střely                      | 45 |  |

## Statistiky

### Nejproduktivnější hráči
| Hráč                 | Z | G | A | B  | +/− | TM |
| -------------------- | - | - | - | -- | --- | -- |
| Mathew Dumba         | 7 | 5 | 7 | 12 | +2  | 20 |
| Artturi Lekhonen     | 7 | 7 | 3 | 10 | +3  | 6  |
| Henrik Haapala       | 7 | 4 | 6 | 10 | +4  | 2  |
| Rasmus Kulmala       | 7 | 5 | 4 | 9  | +4  | 2  |
| Sebastian Collberg   | 6 | 4 | 5 | 9  | +1  | 14 |
| Nicolas Kerdiles     | 6 | 4 | 5 | 9  | +8  | 2  |
| Alexander Wennberg   | 6 | 3 | 6 | 9  | +2  | 0  |
| Kerby Rychel         | 7 | 5 | 3 | 8  | +4  | 12 |
| Kristoffer Lauridsen | 5 | 4 | 4 | 8  | +4  | 4  |
| Gustav Possler       | 6 | 4 | 4 | 8  | +5  | 0  |
| Hunter Shinkaruk     | 6 | 4 | 4 | 8  | +3  | 6  |
| Dominik Simon        | 6 | 4 | 4 | 8  | +2  | 4  |

Z = Odehrané zápasy; G = Góly; A = Asistence; B = Body; +/− = Plus/Minus; TM = Trestné minuty
Zdroj: IIHF.com

### Nejlepší brankáři
| Brankář            | OM     | S   | OG | GnZ  | Ús%   | ČK |
| ------------------ | ------ | --- | -- | ---- | ----- | -- |
| Collin Olson       | 300:00 | 116 | 4  | 0.80 | 96.55 | 3  |
| Oscar Dansk        | 272:47 | 143 | 9  | 1.98 | 93.71 | 1  |
| Andrei Vasilevskij | 299:20 | 141 | 11 | 2.20 | 92.20 | 1  |
| Matt Murray        | 419:51 | 210 | 19 | 2.72 | 90.95 | 0  |
| George Sorensen    | 276:12 | 193 | 18 | 3.91 | 90.67 | 0  |

OM = Odehrané minuty (minuty:sekundy); S = Střely; OG = Obdržené góly; GnZ = Gólů na zápas; Ús% = Úspěšnost zákroků; ČK = Čistá konta
Zdroj: IIHF.com

## Konečné pořadí
| Poř.             | Tým       |
| ---------------- | --------- |
| Zlatá medaile    | USA       |
| Stříbrná medaile | Švédsko   |
| Bronzová medaile | Kanada    |
| 4.               | Finsko    |
| 5.               | Rusko     |
| 6.               | Německo   |
| 7.               | Švýcarsko |
| 8.               | Česko     |
| 9.               | Lotyšsko  |
| 10.              | Dánsko    |

Tým  Dánsko sestoupil do skupiny A 1. divize na Mistrovství světa v ledním hokeji do 18 let 2013. V příštím ročníku je nahradil tým  Slovensko.

## 1. divize

### Skupina A
- Termín konání: 11. – 17. dubna 2012
- Místo konání: Piešťany  Slovensko

|  | Postup do elitní skupiny MS   |
|  | Sestup do skupiny B 1. divize |

| Tým          | Z | V | VP | PP | P | GV | GI | B  |
| ------------ | - | - | -- | -- | - | -- | -- | -- |
| 1. Slovensko | 5 | 5 | 0  | 0  | 0 | 30 | 6  | 15 |
| 2. Norsko    | 5 | 3 | 0  | 0  | 2 | 22 | 20 | 9  |
| 3. Itálie    | 5 | 1 | 1  | 2  | 1 | 17 | 20 | 7  |
| 4. Francie   | 5 | 1 | 1  | 0  | 3 | 12 | 19 | 5  |
| 5. Slovinsko | 5 | 1 | 1  | 0  | 3 | 12 | 21 | 5  |
| 6. Japonsko  | 5 | 1 | 0  | 1  | 3 | 14 | 21 | 4  |

### Skupina B
- Termín konání: 11. – 17. dubna 2012
- Místo konání: Székesfehérvár  Maďarsko

|  | Postup do skupiny A 1. divize |
|  | Sestup do skupiny A 2. divize |

| Tým           | Z | V | VP | PP | P | GV | GI | B  |
| ------------- | - | - | -- | -- | - | -- | -- | -- |
| 1. Bělorusko  | 5 | 5 | 0  | 0  | 0 | 28 | 9  | 15 |
| 2. Kazachstán | 5 | 3 | 1  | 0  | 1 | 27 | 16 | 11 |
| 3. Rakousko   | 5 | 2 | 1  | 0  | 2 | 21 | 21 | 8  |
| 4. Ukrajina   | 5 | 1 | 1  | 1  | 2 | 20 | 26 | 6  |
| 5. Polsko     | 5 | 0 | 1  | 1  | 2 | 13 | 30 | 3  |
| 6. Maďarsko   | 5 | 0 | 0  | 2  | 3 | 13 | 20 | 2  |

## 2. divize

### Skupina A
- Termín konání: 31. března – 6. dubna 2012
- Místo konání: Heerenveen  Nizozemsko

|  | Postup do skupiny B 1. divize |
|  | Sestup do skupiny B 2. divize |

| Tým               | Z | V | VP | PP | P | GV | GI | B  |
| ----------------- | - | - | -- | -- | - | -- | -- | -- |
| 1. Jižní Korea    | 5 | 3 | 1  | 1  | 0 | 17 | 14 | 12 |
| 2. Rumunsko       | 5 | 4 | 0  | 0  | 1 | 25 | 15 | 12 |
| 3. Litva          | 5 | 3 | 1  | 0  | 1 | 22 | 11 | 11 |
| 4. Velká Británie | 5 | 1 | 1  | 0  | 3 | 18 | 17 | 5  |
| 5. Chorvatsko     | 5 | 1 | 0  | 1  | 3 | 8  | 23 | 4  |
| 6. Nizozemsko     | 5 | 0 | 0  | 1  | 4 | 16 | 26 | 1  |

- O prvním místě korejského týmu rozhodl vzájemný zápas (výhra 4:3).

### Skupina B
- Termín konání: 20. – 26. března 2012
- Místo konání: Novi Sad  Srbsko

|  | Postup do skupiny A 2. divize |
|  | Sestup do 3. divize           |

| Tým          | Z | V | VP | PP | P | GV | GI | B  |
| ------------ | - | - | -- | -- | - | -- | -- | -- |
| 1. Estonsko  | 5 | 4 | 1  | 0  | 0 | 32 | 17 | 14 |
| 2. Srbsko    | 5 | 3 | 0  | 0  | 2 | 22 | 16 | 9  |
| 3. Španělsko | 5 | 2 | 1  | 0  | 2 | 21 | 18 | 8  |
| 4. Island    | 5 | 2 | 0  | 1  | 2 | 23 | 23 | 7  |
| 5. Austrálie | 5 | 1 | 0  | 1  | 3 | 8  | 20 | 4  |
| 6. Čína      | 5 | 0 | 1  | 1  | 3 | 18 | 30 | 3  |

## 3. divize
- Termín konání: 12. – 18. března 2012
- Místo konání: Sofie  Bulharsko

|  | Postup do skupiny B 2. divize |

| Tým            | Z | V | VP | PP | P | GV | GI | B  |
| -------------- | - | - | -- | -- | - | -- | -- | -- |
| 1. Belgie      | 5 | 5 | 0  | 0  | 0 | 48 | 12 | 15 |
| 2. Nový Zéland | 5 | 4 | 0  | 0  | 1 | 33 | 13 | 12 |
| 3. Mexiko      | 5 | 3 | 0  | 0  | 2 | 24 | 15 | 9  |
| 4. Bulharsko   | 5 | 2 | 0  | 0  | 3 | 27 | 23 | 6  |
| 5. Tchaj-wan   | 5 | 1 | 0  | 0  | 4 | 19 | 26 | 3  |
| 6. JAR         | 5 | 0 | 0  | 0  | 5 | 6  | 68 | 0  |